# University of North Carolina at Chapel Hill

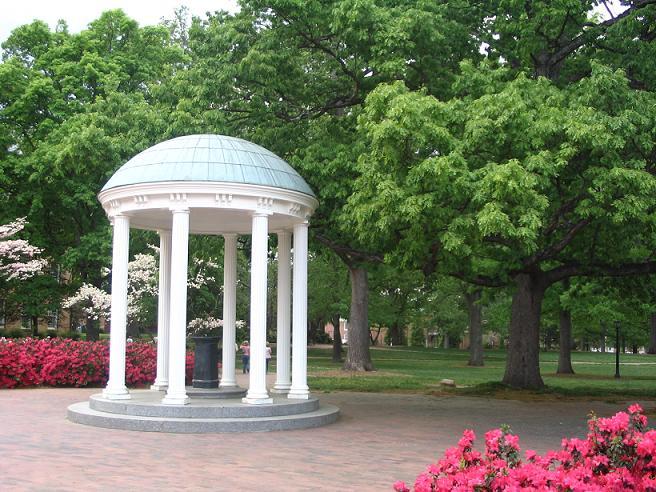
Old Well ("gamla brunnen") vid University of North Carolina at Chapel Hill.

University of North Carolina at Chapel Hill (UNC) är ett universitet i Chapel Hill i den amerikanska delstaten North Carolina. Universitetet grundades 1789 och är offentligt finansierat. Det är ett av de tre universitet som gör anspråk på att vara det äldsta offentligt finansierade[källa behövs] universitetet i USA. 
Studenttidningen The Daily Tar Heel har publicerats i anknytning till universitetet sedan den 23 februari 1893.